# Europeiska kommissionens generalsekretariat
Europeiska kommissionens generalsekretariat är ett generaldirektorat inom Europeiska kommissionen med uppgift att bistå hela kommissionen och dess ledamöter i deras dagliga arbete. Generalsekretariatet ansvarar för den övergripande samordningen inom kommissionen och övervakar att unionens lagstiftning tillämpas korrekt av kommissionen. Därutöver stöder generalsekretariatet kommissionsordföranden i arbetet med de viktigaste politiska målen.
Generalsekretariatet har sina lokaler huvudsakligen i Berlaymontbyggnaden i Bryssel, Belgien. Totalt finns cirka 600 anställda inom generalsekretariatet, som leds av kommissionens generalsekreterare, som i sin tur är direkt underställd kommissionsordföranden. Sedan den 14 januari 2020 är den lettiska tjänstemannen Ilze Juhansone generalsekreterare; hon var dessförinnan tillförordnad generalsekreterare sedan den 1 augusti 2019.

## Lista över generalsekreterare
- Emile Noel (1957–1987)
- David Williamson (1987–1997)
- Carlo Trojan (1997–2000)
- David O'Sullivan (2000–2005)
- Catherine Day (2005–2015)
- Alexander Italianer (2015–2018)
- Martin Selmayr (2018–2019)
- Ilze Juhansone (2019–2020, tillförordnad)
- Ilze Juhansone (2020–)